# Alice Calhoun
Pour les articles homonymes, voir Calhoun.
Alice Calhoun, née Alice Beatrice Calhoun, le 21 novembre 1900 à Cleveland aux États-Unis, morte le 3 juin 1966 à Los Angeles aux États-Unis, est une actrice américaine du cinéma muet.

## Biographie
Elle fait ses débuts au cinéma, dans un rôle non crédité, en 1918. En tant que vedette de la compagnie Vitagraph de New York, elle déménage avec son entreprise à Hollywood. Comme un certain nombre d'autres célébrités de l'époque, sa voix ne convient pas aux films sonores et sa seule performance dans un de ces films est dans un rôle non crédité de 1934.
Son premier mari est Mendel Silberberg, un avocat de Los Angeles, en Californie. Ils se marient en mai 1926 et celui-ci dépose une demande de divorce en juillet. Silberberg accuse Calhoun d'avoir été fiancée à un autre homme au moment de leur mariage. Leur mariage est alors annulé.
En 1925, elle investit dans une salle de cinéma. Avec son deuxième mari Max Chotiner, qu'elle a épousé secrètement à Ventura (Californie), le 28 décembre 1926, elle devient propriétaire d'une chaîne de théâtres dans la région de Los Angeles. Chotiner devient plus tard courtier en investissement. Ils divorcent en 1938.
Alice Calhoun meurt d'un cancer à Los Angeles en 1966, âgée de 65 ans. Elle est enterrée avec son ex-mari dans le cimetière de Forest Lawn Memorial Park à Glendale (Californie).
Pour sa contribution à l'industrie cinématographique, Alice Calhoun a une étoile sur le Walk of Fame à Hollywood au 6815 Hollywood Boulevard.

## Filmographie partielle
- 1918 : The Dream Lady
- 1919 : Everybody's Business
- 1920 : The Dream lady
- 1920 : The Sea Rider
- 1920 : Captain Swift
- 1920 : Deadline at Eleven (en)
- 1920 : Human Collateral
- 1921 : Rainbow
- 1921 : Matrimonial Web
- 1921 : Peggy Puts It Over
- 1921 : Closed Doors
- 1921 : The Charming Deceiver
- 1921 : Princess Jones
- 1922 : Little Wildcat (en)
- 1922 : A Girl's Desire
- 1922 : The Girl in His Room
- 1922 : Blue Blood
- 1922 : Angel of Crooked Street
- 1922 : The Little Minister
- 1923 : The Man from Brodney's
- 1923 : Les Pionniers du Far-West (Pioneer Trails) de David Smith : Rose Miller
- 1923 : L'Alarme de minuit (The Midnight Alarm) de David Smith : Sparkle / Mrs. Thornton
- 1923 : Le Mur (The Man Next Door) de Victor Schertzinger : Bonnie Bell
- 1923 : Face au devoir (Masters of Men) de David Smith : Mabel Arthur
- 1923 : One Stolen Night
- 1924 : Code of the Wilderness
- 1924 : Échéance tragique (Between Friends) de J. Stuart Blackton : Cecile White
- 1924 : Le Fleuve de feu (Flowing Gold) de Joseph De Grasse : Barbara Parker
- 1925 : The Other Woman's Story
- 1925 : La Caverne tragique (The Everlasting Whisper) de John G. Blystone : Gloria Gaynor
- 1925 : La Bonne du colonel (The Man on the Box) de Charles Reisner
- 1925 : The Part Time Wife
- 1925 : The Happy Warrior de J. Stuart Blackton : Dora
- 1925 : Pampered Youth
- 1926 : Flying High
- 1926 : Savage Passions
- 1926 : The Trunk Mystery
- 1926 : Tentacles of the North
- 1926 : Kentucky Handicap
- 1926 : A Hero of the Big Snows (en)
- 1926 : The Power of the Weak
- 1927 : The Flag: A Story Inspired by the Tradition of Betsy Ross (en)
- 1927 : The Isle of Forgotten Women (en)
- 1927 : Hidden Aces
- 1927 : The Down Grade
- 1927 : In the First Degree
- 1929 : Bride of the Desert
- 1934 : Les Nuits de New York (Now I'll Tell) d'Edwin J. Burke : Mrs. Doran (non créditée)

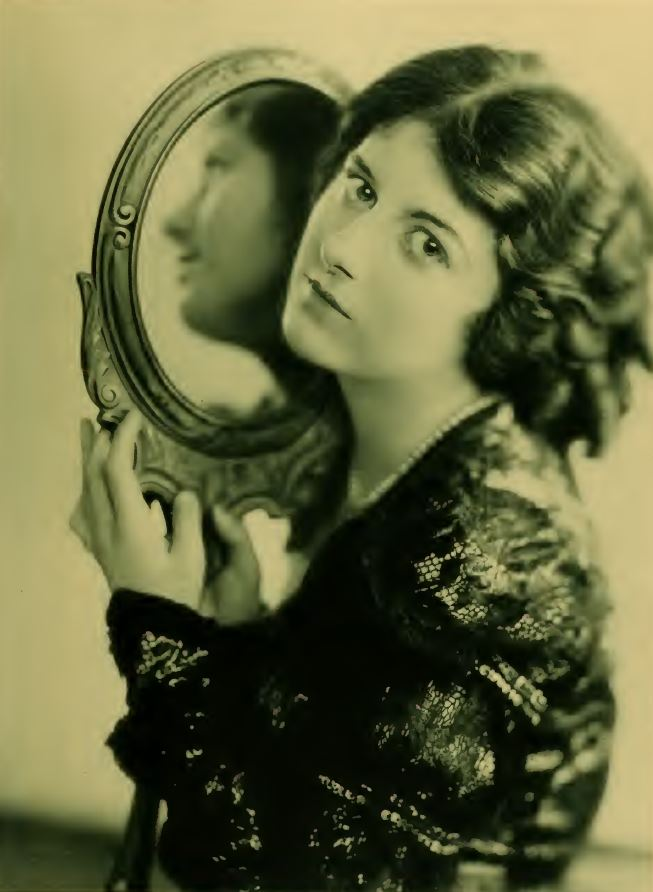
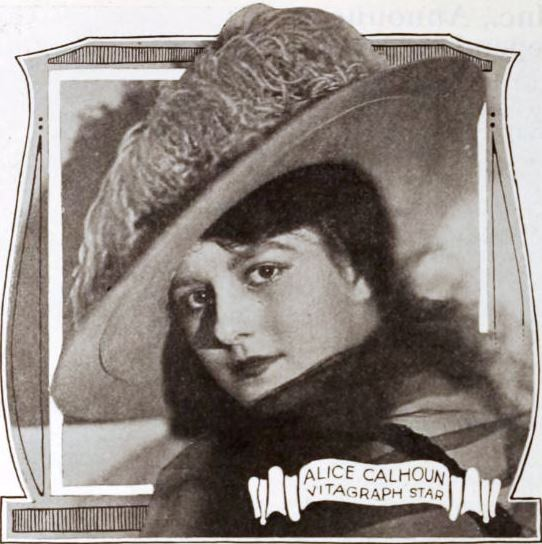
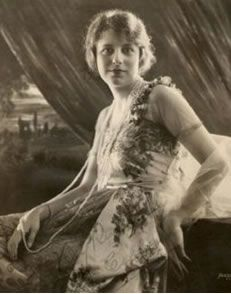
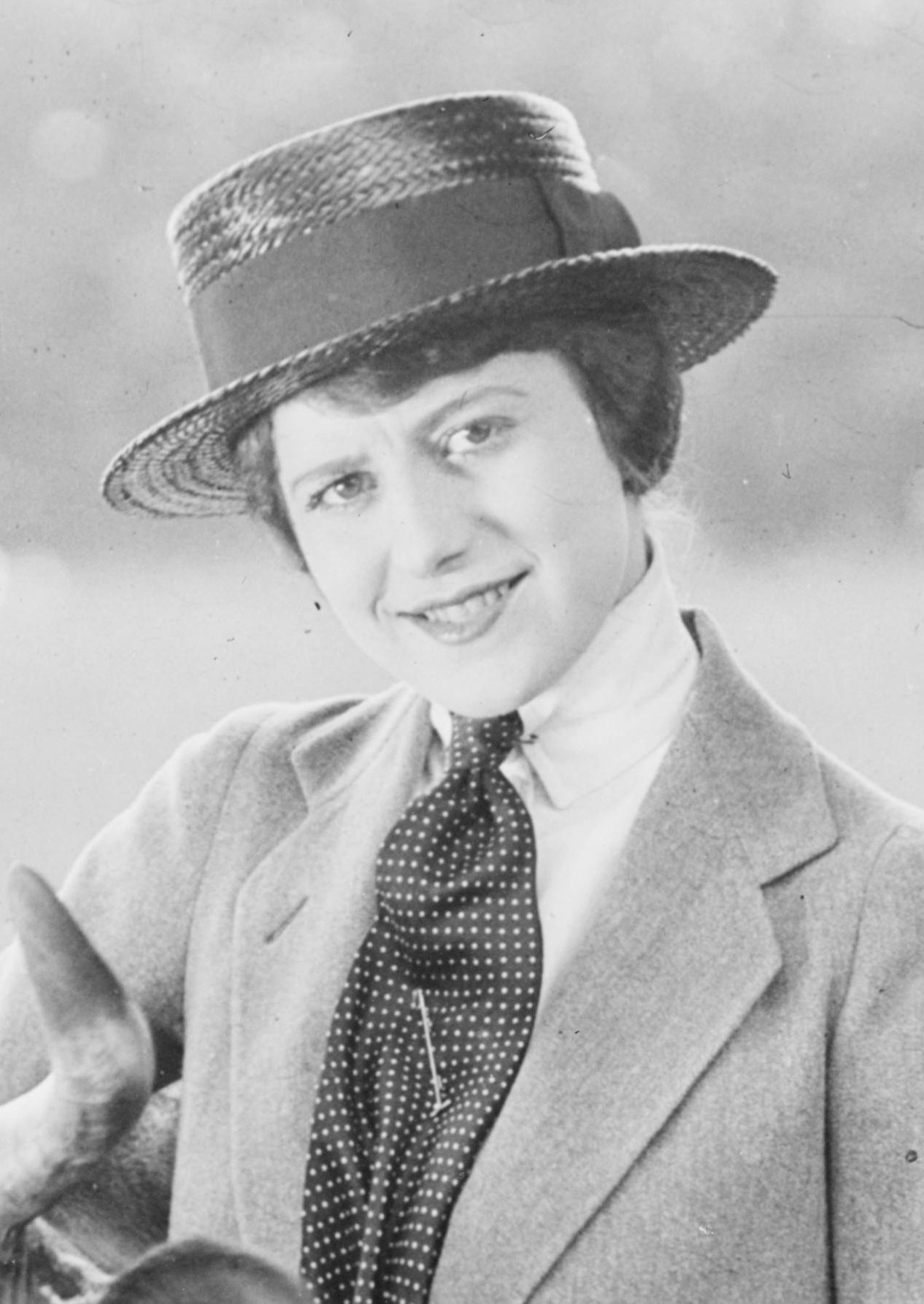
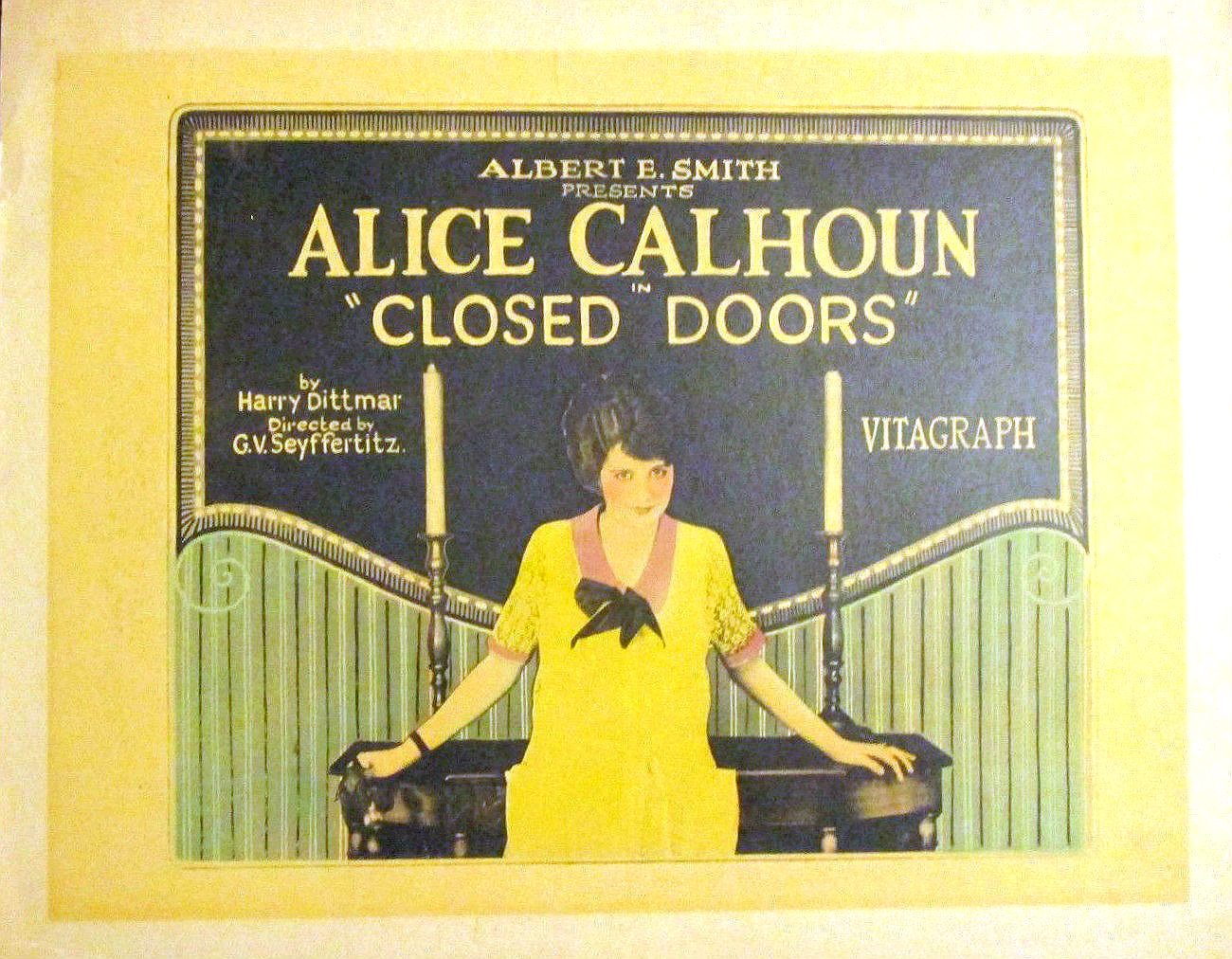
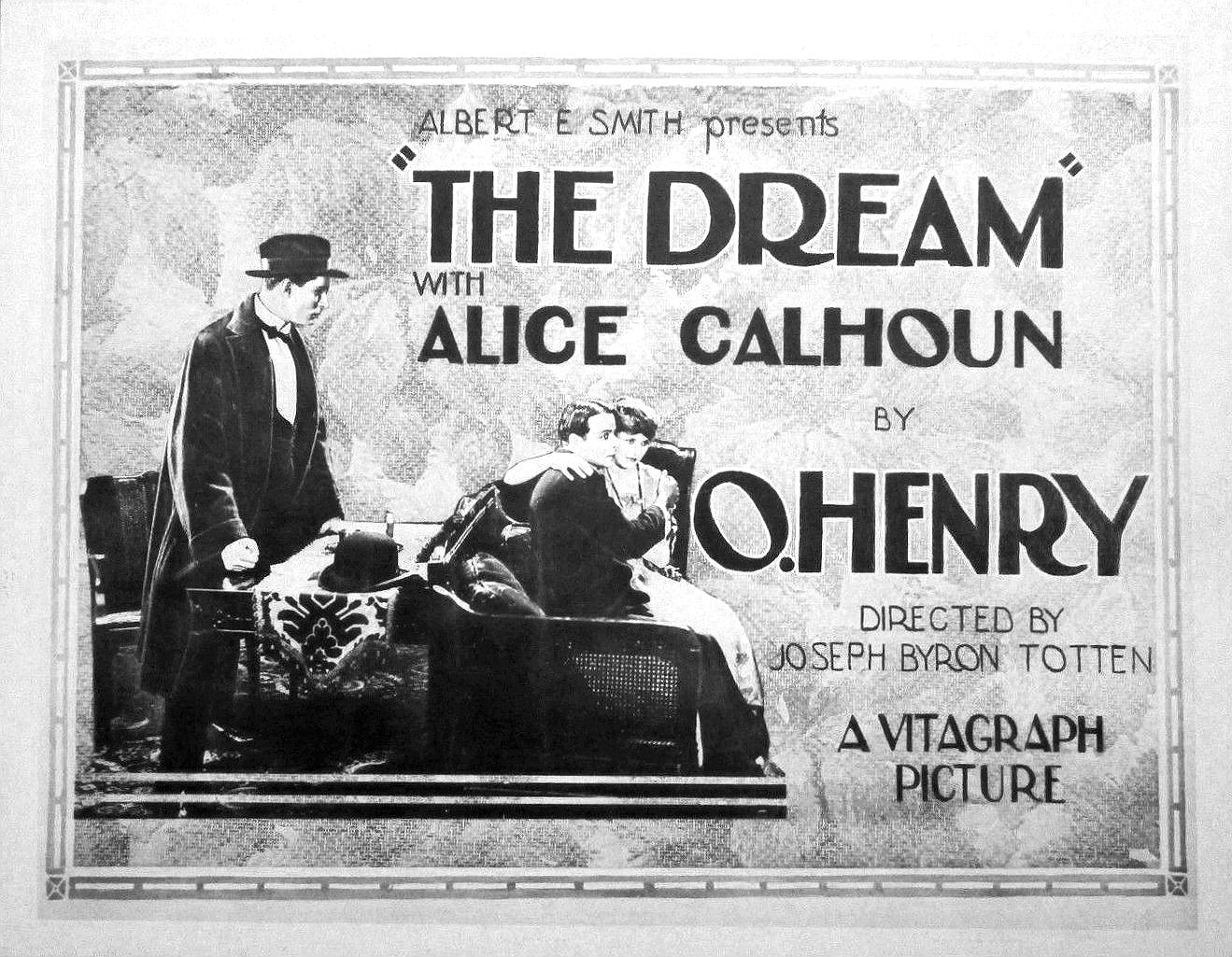